# Ljupka Dimitrovska
Ljupka Dimitrovska (makedonska: Љупка Димитровска), född 25 juli 1946 i Skopje, död 3 oktober 2016 i Zagreb, var en makedonsk-kroatisk pop- och schlagersångerska.
Dimitrovska släppte sin första EP, Moj Slatki Grad, 1968. Hennes första fullängdsalbum, Ljupka, släpptes 1975. Hon har sedan dess släppt ett stort antal album och singlar. Förutom i hemlandet Jugoslavien var hon även populär i Tjeckoslovakien och i Östtyskland och hon har spelat in flera album på tyska. Hon spelade in flera skivor tillsammans med den kroatiska sångaren Ivica Šerfezi. Från 1968 till hans död 2006 var hon gift med kompositören Nikica Kalogjera.
Dimitrovska deltog i den jugoslaviska uttagningen till Eurovision Song Contest 1970. Hon framförde bidraget Bay, bay och kom på 6:e plats. Under 1970- och 80-talen var hon en ständigt återkommande artist på Splitfestivalen och Zagrebfestivalen.

## Diskografi
- Ljupka (1975)
- Igramo se (1979)
- U dvoje je ljepše (med Ivica Šerfezi) (1980)
- Nasmiješi se (1982)
- Nisam se kajala (1985)
- Slika s mature (1988)
- Zvona zvone (1990)
- Moji najveći hitovi (1993)
- U dvoje je ljepše (med Ivica Šerfezi) (1999)
- Sve najbolje (2002)
- Platinum collection (2008)

### Internationella album
- Wenn Musik erklingt (1975)
- Wie du dich fühlst (1981)
- Southern sunshine (1983, med Ivica Šerfezi)
- Dobro jutro ljubavi (1985)
- Slovenska veselica (1985, med Ivica Šerfezi)
- Wo der Wildbach rauscht (1985, med Ivica Šerfezi)
- The songs of my sea (1988)
- Es tut mir nicht leid (1989)
- Wo die Alpenrosen blüh'n (1989, med Ivica Šerfezi)
- Alpenklänge aus Oberkrain - Wo die Alpenrosen blüh'n (1991, med Ivica Šerfezi)